# 摩泽尔兰大区
摩泽尔兰大区（德語：Gau Moselland），初名科布倫茨-特里爾大區（德語：Gau Koblenz-Trier），1931年6成立，是1933年至1945年間納粹德國在普魯士萊茵省的一個行政區劃。在此之前，從1931年到1933年，是納粹黨在該地區的區域細分。1941年1月24日，大区改名為摩泽尔兰大区，名字來源於摩澤爾河。1940年德國征服盧森堡，1942年8月30日，該國被併入了摩泽尔兰大区。